# The Discovery of Heaven
The Discovery of Heaven (El descobriment del cel) és una pel·lícula britànica-neerlandesa parlada en anglès realitzada per Jeroen Krabbé l'any 2001, adaptació del llibre del mateix nom de l'escriptor neerlandès Harry Mulisch.

## Argument
Al final dels anys 1960, Déu, decebut per l'home, vol recuperar les taules dels Deu manaments Però els seus àngels, inhàbils de fer-ho ells mateixos, han necessitat l'estat humà. Han de crear un home apte per trobar les taules de la Llei amb la finalitat de destruir-les. Fan trobar-se tres éssers genials, tant en el camp dels coneixements com en l'artístic, per engendrar una espècie de nou Messies. Onno, filòleg excèntric i fill d'un ancià ministre, Max, matemàtic i astrofísic, del qual el pare era nazi i la mare jueva, i Ada, una violoncelista. D'aquesta relació triangular naixerà un fill: Quinten. Serà aquest nen l'elegit per complir els propòsits de Déu ?

## Repartiment
- Stephen Fry: Onno Quist
- Greg Wise: Max Delius
- Flora Montgomery: Ada Brons
- Neil Newbon: Quinten Quist
- Jeroen Krabbé: Arcàngel Gabriel

## Premis i nominacions
- 2002: Vedella d'Or pel millor guió al Festival del Cinema Neerlandès
- 2002: Gouden Pel·lícula
- Vedella d'Or nominació per la millor pel·lícula al Festival del Cinema Neerlandès